# Черадини, Джулио
Джулио Черадини (итал.  Giulio Ceradini; 17 марта 1844, Милан—1894, Милан) — итальянский физиолог, историк физиологии, педагог, инженер.

## Биография
Сын-близнец инженера Черадини. В августе 1868 г. окончил медицинский и хирургический факультет Университета Палермо. Начал свою карьеру в качестве клинициста Миланской поликлиники.
В 1869 г. переехал в Гейдельберг, Германия, где учился у Гельмгольца.
В 1873 г. отправился в Лейпциг, чтобы работать с Карлом Фредериком Вильгельмом Людвигом; опубликовал свою работу о полулунных клапанах. Впоследствии переехал во Флоренцию, Италия, для исследований под руководством Маурицио Шиффа.
В 1873—1882 годах работал на кафедре физиологии в Медицинской школе Генуи. Был профессором в университете Генуи. Стал известным физиологом своего времени.
В последние годы своей жизни Черадини переключил внимание на изучение истории физиологии после того, как ему отказали в средствах на создание физиологического института в его университете. Некоторые из исторических утверждений Черадини были предметом ожесточённых споров.
Известен, как исследователь физиологии кровообращения.
Ему принадлежат важные исследования о механизме работы клапанов сердца и кровообращения вообще и о болезнях сердечных мышц: «Der Mechanismus der halbmondförmigen Herzklappen» (1872); «Ricerche critiche ed esperimentali intorno al meccanismo della circolazione del sangue» (1876). Он же автор труда по истории открытия кровообращения «La scoperta della circolazione del sangue» (1876).
В 1881 г. разработал автоматические устройства для предотвращения железнодорожных аварий и получил приз за свою работу на Первой международной выставке электричества в Париже.
Умер в Милане из-за рака кишечника.